# Психологическая теория происхождения государства
Психологическая теория происхождения государства — теория происхождения государства, разработанная Львом Петражицким. Согласно этой теории, государство образовалось в результате деления общества по психологическим признакам: одни способны только подчиняться и подражать, другие могут управлять.

## Суть теории
Суть теории состоит в утверждении, что у человека существует психологическая потребность жить в рамках организованного сообщества, а также чувство коллективного взаимодействия. Её сторонники определяют общество и государство как сумму психических взаимодействий людей и их различных объединений. Говоря о естественных потребностях общества в определенной организации, представители психологической теории считают, что общество и государство как раз таки есть следствие реализации этих психологических закономерностей развития человека. Психика человека, его импульсы и эмоции играют главную роль не только в приспособлении человека к изменяющимся условиям, но и в образовании государства и права.
Ему вторит Е. Н. Трубецкой, ссылаясь на Спенсера, и указывает, что «между частями биологического организма существует связь физическая; напротив того, что между людьми — частями социального организма — связь психическая». Солидарность, таким образом, — основная черта человека. Однако люди не равны по своим психологическим качествам. Так же как по физической силе различают слабых и сильных, также различными являются и качества психологические. Одни люди склонны подчинять свои поступки авторитету. Им свойственна потребность подражать. Сознание зависимости от элиты первобытного общества, осознание справедливости определенных вариантов действий и отношений и прочее вносит в их душу успокоение и дает состояние стабильности, уверенности в их поведении. Другие люди, напротив, отличаются желанием повелевать и подчинять своей воле других. Именно они становятся лидерами в обществе, а затем и представителями публичной власти, служащими государственного аппарата.

## Оценка теории
Возникновение психологической теории происхождения государства было в определенной степени большим прорывом в юридической науке. Это стало возможным лишь в конце XIX в., когда стала формироваться психология как самостоятельная отрасль знаний. Интерес обществоведов к проблемам психологической науки заметно возрос, когда в ней возобладали экспериментальные методы исследований и начали складываться крупные школы, расходившиеся в трактовке психики. Воспринятые социологами и юристами идеи этих школ и положили начало формированию новых направлений в юридической науке.
Было справедливо замечено, что психика человека существенно отличается от психики животных. Человеку свойственна куда более развитая психика. В ней присутствует чувство солидарности, чувство коллективизма. Заслугой сторонников данной теории является указание на то, что в процессе образования государства большую роль играют психологические факторы. Тем самым они постарались сделать шаг в сторону от экономического детерминизма, безраздельно овладевшего умами многих. Верно и то, что различные интересы людей (экономические, политические, культурные, бытовые и пр.) реализуются только через психику. Все действия человека проходят через его психику на уровне условных и безусловных рефлексов.

## Критика
Во-первых, указывая на роль психологических качеств в процессе образования государства, представители психологической теории с позиций развития психологической науки того времени не могли дать нам развернутого учения о роли психики в образовании государства. Называя все психологические качества людей «импульсами», «эмоциями» и «переживаниями», они не видели между ними разницы. А между тем психика людей разделяется на эмоциональную, волевую, мыслительную сферы. Во взаимоотношениях между людьми очень важны именно волевые качества. На их основе устанавливаются психологическая соподчиненность между людьми и социальная «пирамида», разновидностью которой является государство. Сильные волевые качества делают людей естественными лидерами. Именно такие люди, как правило, и становятся у «руля» племени, союза племен, а затем и государства.
Во-вторых, говоря о психологических качествах, сторонники психологической теории подчеркивают, что стремление к солидарности людям присуще чуть ли не с рождения. Но что же мы видим в действительности? Люди с момента начала своего существования на земле воюют друг с другом постоянно, и война в древности была правилом, а не исключением.
Конечно, под влиянием угрозы уничтожения или умаления своих жизненно важных интересов люди способны объединяться. Но ведь солидарность в таком случае бывает присуща и животным. Так, например, гиеновые собаки не только взаимодействуют в ходе охоты, но и заботятся о пострадавших: выставляют около них охрану, издалека приносят пищу. Нам поведение гиеновых собак очень симпатично. Но всегда и все ли даже современные люди поступают также? До сих пор не снята проблема захоронения останков солдат, погибших во время Великой Отечественной войны. Раскопки же показывают, что среди обследованных скелетов предков человека, живших миллионы, сотни тысяч и даже десятки тысяч лет назад, не встречаются следы успешно заживших травм, при которых человек теряет способность ходить. Значит, получившие такую травму люди не выживали, поскольку наши предки, вероятно, бросали раненых на произвол судьбы.
В-третьих, приветствуя стремление авторов психологической теории умерить экономический детерминизм, нельзя не отметить, что они впадают в другую крайность: придают решающее значение в процессе образования государства факторам психологическим, то есть по существу допускают ту же ошибку. Конечно, психологические факторы не имеют решающего воздействия на указанный процесс, но сбрасывать их со счетов — это еще более грубая ошибка, нежели их переоценка.

## Заключение
И, наконец, следует указать, что психические и психологические качества людей формируются под влиянием экономических, политических, социальных, военных, религиозных, духовных факторов.
В заключение рассмотрения психологической теории отметим, что положительную оценку заслуживают попытки её сторонников найти универсальную причину, объясняющую процесс образования государства. Однако представляется, что эта задача ими не выполнена.